# 臺北市立敦化國民中學
臺北市立敦化國民中學（Taipei Municipal Dun Hua Junior High School）簡稱敦化國中、敦中、THJH（原為DHJH，但為避免與北市東湖國中混淆），是位於中華民國台北市松山區的公立國民中學，位列公校五虎（中正、龍門、敦化、金華、介壽），為臺北市學生最多的國中之一，每年級23-24班，視當屆招生數量而定。校舍計有四棟教學樓（敦品、勵學、健身、善群）及一座活動中心（目前正在改建），並設有一200公尺的PU跑道及綜合運動場。
敦化國中位於松山新店線與文湖線交會處南京復興站附近。

## 校史

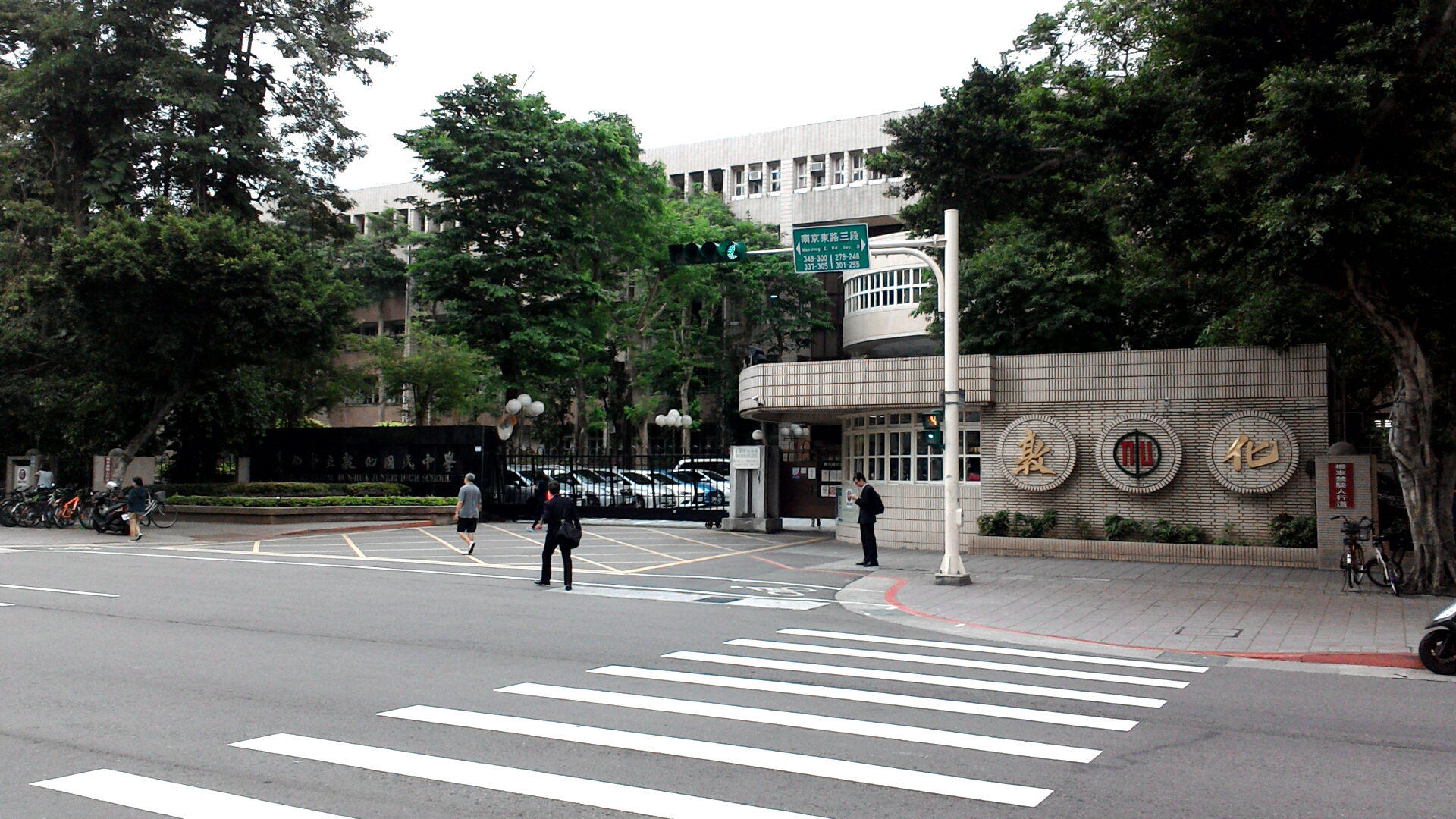
校門
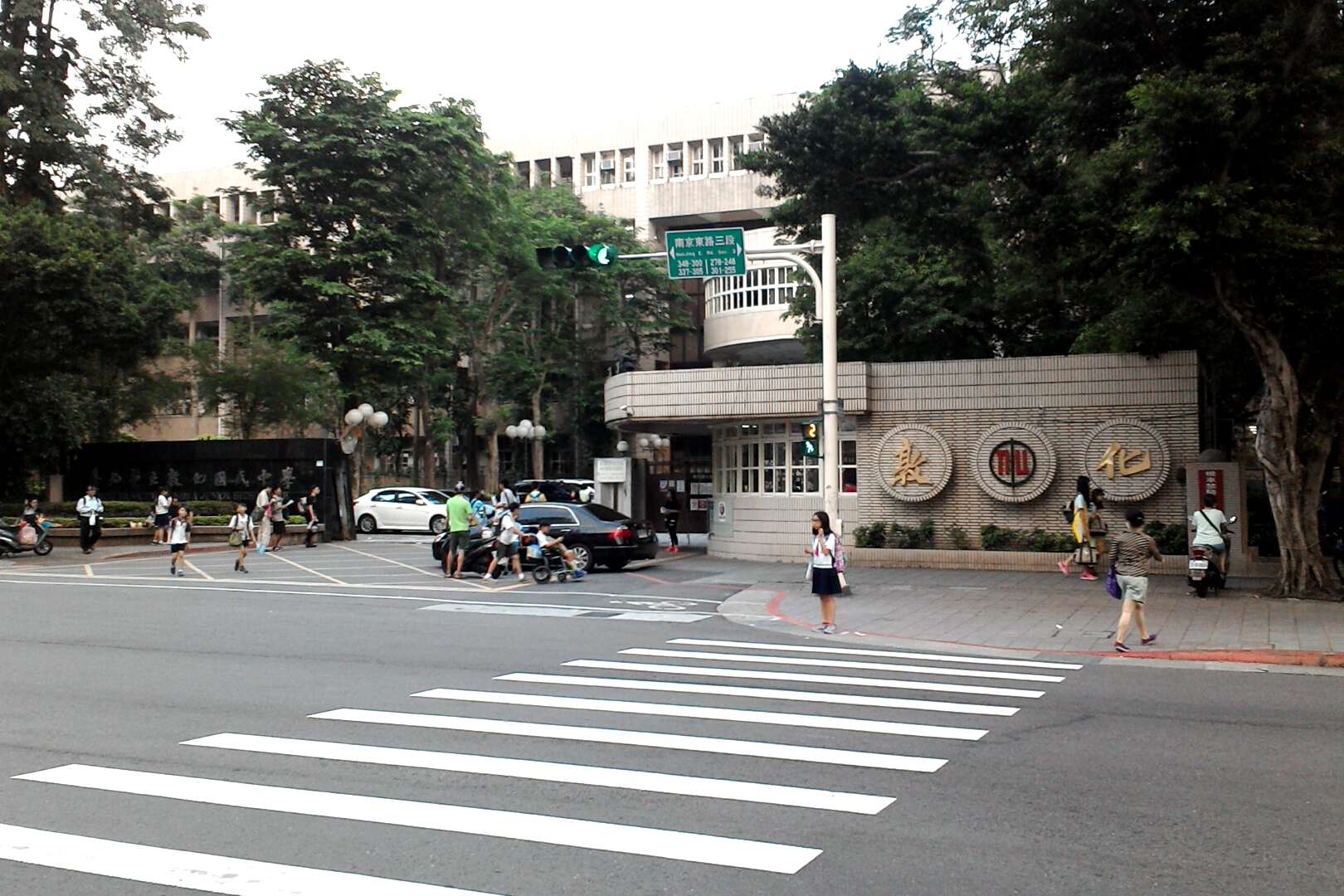
放學時間的校門

- 民國74（1985年）年7月1日成立籌備處。
- 民國76（1987年）年6月，第一期校舍工程竣工。7月1日學校正式成立，首屆學生入學。
- 民國79（1990年）年4月，第二期校舍及學生活動中心順利竣工。

## 歷任校長
| 任別 | 姓名   | 任職時間     |
| ---- | ------ | ------------ |
| 1    | 吳武雄 | 1985年7月1日 |
| 2    | 孫超   | 1994年2月1日 |
| 3    | 邵忠雄 | 1997年8月1日 |
| 4    | 蕭智烈 | 2001年8月1日 |
| 5    | 吳忠基 | 2004年8月1日 |
| 6    | 戴麗緞 | 2008年8月1日 |
| 7    | 高敏慧 | 2012年8月1日 |
| 8    | 周婉琦 | 2020年8月1日 |

## 校歌
敦化國民中學校歌由創校校長吳武雄先生作詞、沈錦堂先生作曲。

## 資料來源
1. ↑  中華民國教育部統計處. 國民中小學概況統計-111學年度.
2. ↑  校長室 （页面存档备份，存于）.臺北市立敦化國民中學.110-07-08

## 外部連結
- 敦化國中官方網站 （页面存档备份，存于）
- 敦化國中童軍團 （页面存档备份，存于）